# سامارسكيت
السامارسكيت مجموعة من المعادن الأرضية النادرة من معادن الأكاسيد التي تشمل سامارسكيت-(Y) الذي لوحدته البلورية الصيغة الكيميائية (YFe3+Fe2+U,Th,Ca)2(Nb,Ta)2O8 وسامارسكيت-(Yb) الذي لوحدته البلورية الصيغة الكيميائية (YbFe3+)2(Nb,Ta)2O8.
وصف هذا المعدن أول مرة في سنة 1847 عندما عثر على عينات منه بالقرب من مدينة مياس في روسيا، وأطلق عليه هذا الاسم نسبة إلى الكولونيل الروسي فاسيلي سامارسكي بيخوفتس Vassili Samarsky-Bykhovets.